# Liga de alumínio 2014
Liga de alumínio 2014 é uma liga de alumínio específica frequentemente utilizada na industria aeroespacial.
Ela é facilmente trabalhada em determinadas temperaturas e, entre as mais fortes disponíveis, tem uma alta dureza. No entanto, é difícil de ser soldada, estando sujeita a quebra.
2014 é a segunda mais popular da série de 2000, após a liga de alumínio 2024. A resistência à corrosão é particularmente pobre. Para combater isso, muitas vezes é revestida com alumínio puro. Se exposta aos elementos, ela deve ser pintada como uma medida de protecção contra a corrosão.
Antes da adopção das designações da Associação do Alumínio, 2014 era conhecida pela indústria convencional como "14S".